# 琼崖苏维埃政府
琼崖苏维埃政府是海南岛历史上的一个苏维埃政权，于1928年8月12日在广东省乐会县（今海南省琼海市）成立。

## 沿革
1928年8月12日，全琼第一次工农兵代表大会在乐会县第四区高朗村召开，大会选举产生了第一届琼崖苏维埃政府。王文明任主席，王文明、陈玉侯、陈骏业、梁秉枢、黄善蕃、王克礼、陈业祝为委员。
1930年1月17日，王文明在母瑞山病逝。8月，全琼第二次工农兵代表大会在母瑞山召开，选举产生了第二届琼崖苏维埃政府。陈骏业、符明经、梁秉枢、陈振亚、陈业祝、陈玉侯、王永成、何毅、徐树芳、王大蔚、王克礼、胡展、卢鸿景、蒙汉强(女)、王业熹、王玉甫、曾昌鸾、王健良、杨关盛、黄善蕃、邢性初、莫安全、吴策勋、刘秋菊(女)为委员，其中陈骏业、梁秉枢、陈振亚、陈业祝、徐树芳、王大蔚、王克礼、卢鸿景、胡展为常委，陈骏业任主席，何毅任秘书长。1931年初开展反富农路线，陈骏业系富农成分，被免去主席职务，由符明经代理主席。1931年11月7日，中华苏维埃共和国在瑞金建立。1932年8月，陈骏业转投国民政府。
1931年3月18日,全琼第三次工农兵代表大会在万宁县第四区加荣村举行，出席会议的代表158名，其中工人代表13名，农民代表130名，士兵代表15名。在代表总数中有妇女代表21 名，青年代表41名。会议主要议程有：审议政府工作报告；讨论目前形势和琼崖苏维埃政府主要任务、策略路线、土地问题、群众组织；通过土地暂行法(修订)、劳动法令、肃反条例、琼崖苏维埃政府及各级苏维埃组织条例。会议选举产生了31名执行委员，9名常务委员，1名常务委员会委员长，组成第三届琼崖苏维埃政府。其名单如下：
委员长：符明经。
常务委员：符明经、王业熹、王玉甫、蒙汉强(女)、陈业祝、王永成、王健良、杨关盛、曾昌鸾。
委员：符明经、王玉甫、蒙汉强(女)、王永成、陈业祝、王业熹、曾昌鸾、王健良、杨关盛、王志超、王文宇、胡展、梁秉枢、徐树芳、吴崇光、符家宝、杜保新、李图春、朱鲁、冯朝天、陈辉琚、邢性初、肖仕强、吴坤琴(女)、邱开拨、蔡仕英、志荣、莫安全、吴策勋、刘秋菊(女)、王天骏。
秘书长：王业熹(兼)。
1937年9月6日，中华苏维埃人民共和国宣告终结。1941年11月10日，全琼人民代表大会在琼山县树德乡下昌村召开。会议宣布成立琼崖东北区民主政府，“琼崖苏维埃政府”正式宣布取消。

## 旗帜

旗帜模板，可书写单位名称